# 鉛山州

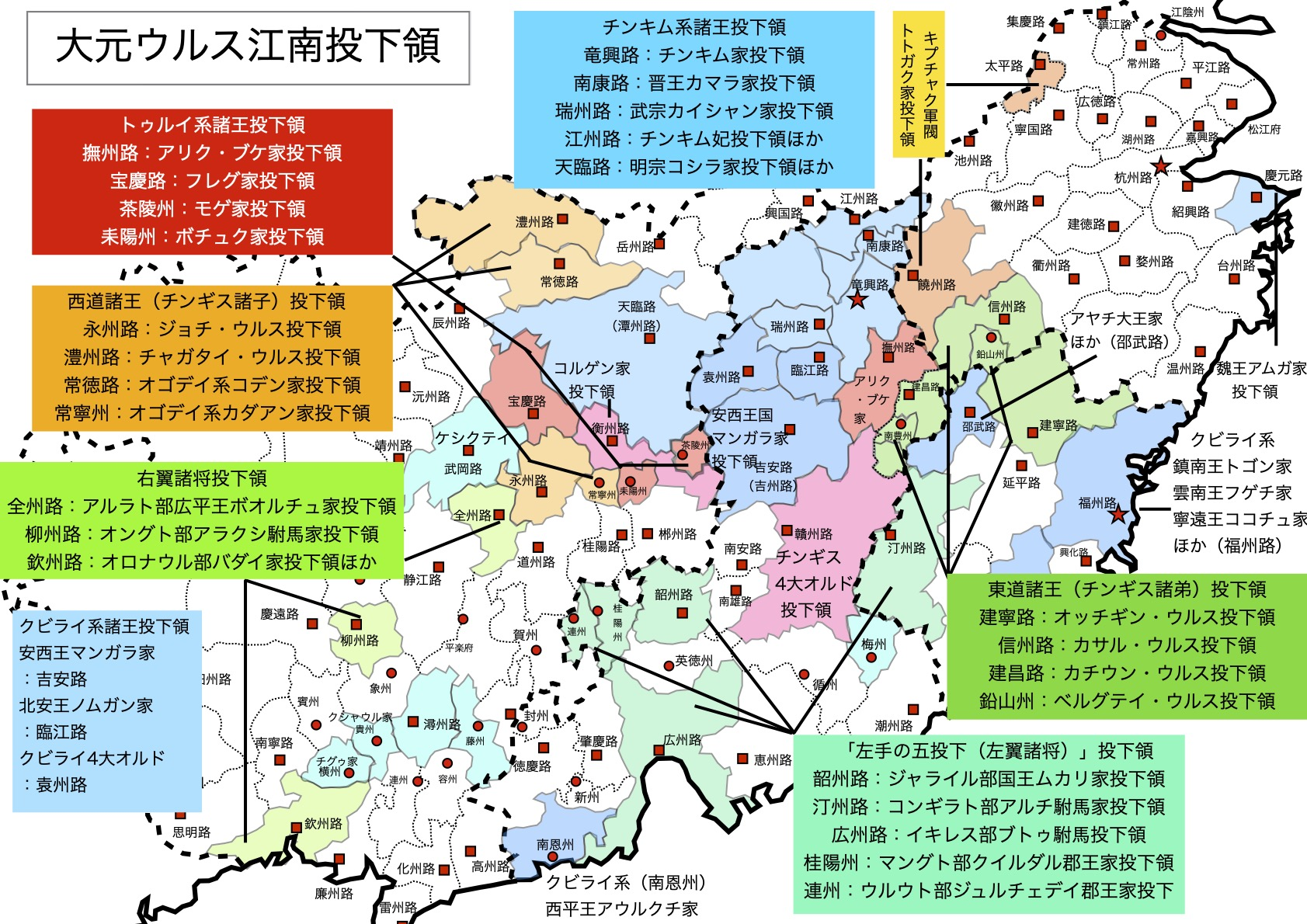
モンゴル時代の江南投下領。鉛山州は右（東）に位置する。

鉛山州（えんざんしゅう）は、中国にかつて存在した州。大元ウルスの時代に現在の江西省鉛山県一帯に設置された。大元ウルスの行政上は江浙等処行中書省に属した。
華北の恩州とともに、チンギス・カンの庶弟のベルグテイを始祖とするベルグテイ・ウルスの投下領であった。

## 歴史
唐代の鉛山県を前身とする。モンゴル帝国第5代皇帝セチェン・カアン（クビライ）によって南宋が平定されると、1281年（至元18年）に鉛山県の18,000戸がベルグテイ王家の投下領として与えられた。その後、1292年（至元29年）には上饒県の乾元郷・永楽郷、弋陽県の新政郷・善政郷を加えて「鉛山県」は「鉛山州」に昇格となり、路に属さず江浙行省に直属するようになった。なお、『元史』巻117ベルグテイ伝によるとベルグテイ王家の投下領は鉛山州だけでなく信州路（カサル家の投下領）内にも跨がっていたようである。
朱元璋が明朝を建国すると、鉛山州は鉛山県と改められた。